# Богуши (Городищенский сельсовет)
Богуши́ (бел. Багушы) — деревня в Городищенском сельсовете Барановичского района Брестской области Белоруссии, в 26 км на север от города Барановичи (считая от северной границы города) и в 7 км по автодорогам к юго-западу от центра сельсовета, городского посёлка Городище.
Население — 14 человек (2023).

## История
По переписи 1897 года — деревня Городищенской волости Новогрудского уезда Минской губернии, 23 двора. В 1909 году — 30 дворов.
Согласно Рижскому мирному договору (1921) деревня вошла в состав межвоенной Польши, где принадлежала гмине Городище Новогрудского, а затем Барановичского повета Новогрудского воеводства. По переписи 1921 года в ней числилось 35 жилых зданий, в которых проживало 197 человек (96 мужчин, 101 женщина), из них 188 белорусов и 9 поляков (по вероисповеданию — 188 православных и 9 римских католиков).
С 1939 года в составе БССР, с 15 января 1940 года в Городищенском районе Барановичской, с 8 января 1954 года — Брестской области, с 25 декабря 1962 года — в Барановичском районе.
С конца июня 1941 по июль 1944 года была оккупирована немецкими войсками.
До недавнего времени действовал магазин.
В 2012 году была реконструирована находящаяся к западу от деревни молочно-товарная ферма «Богуши» агрокомбината «Мир».
До 26 июня 2013 года деревня входила в состав Гирмантовского сельсовета.

## Население
По состоянию на 1 января 2023 года в деревне проживало 14 человек в 11 хозяйствах, в том числе 1 моложе трудоспособного возраста, 3 — в трудоспособном возрасте и 10 — старше трудоспособного возраста.
| Численность населения (по переписи) | Численность населения (по переписи) | Численность населения (по переписи) | Численность населения (по переписи) | Численность населения (по переписи) | Численность населения (по переписи) | Численность населения (по переписи) | Численность населения (по переписи) | Численность населения (по переписи) |
| 1897                                | 1909                                | 1921                                | 1939                                | 1959                                | 1970                                | 1999                                | 2009                                | 2019                                |
| ----------------------------------- | ----------------------------------- | ----------------------------------- | ----------------------------------- | ----------------------------------- | ----------------------------------- | ----------------------------------- | ----------------------------------- | ----------------------------------- |
| 194                                 | ↗215                                | ↘197                                | ↗503                                | ↗542                                | ↘495                                | ↘46                                 | ↘37                                 | ↘21                                 |

## Достопримечательности
- Могила Хвалько Анатолия Александровича. Погиб в 1943 году в боевых действиях против немецких вооружённых сил. В 1964 году на могиле установлен обелиск[10].